# Auburn (Australia Południowa)
Auburn – miasto w Australii, w stanie Australia Południowa.